# جوزيف ماكان
جوزيف ماكان (بالإنجليزية: Joseph McCann)‏ هو أكاديمي أمريكي، ولد في عقد 1940.